# Тімбірі
Тімбі́рі (англ. Timbiri) — традиційна громада у складі дистрикту Нхата-Бей Північного регіону Малаві.
Населення — 47713 осіб (2018).